# Коста Каранашев
Коста Димитров Каранашев е български бизнесмен и политик от ГЕРБ. От 2015 г. е кмет на Котел. Женен е за бившия земеделски министър от второто правителство на Бойко Борисов – Десислава Танева, от която има две деца. По произход Коста Каранашев е каракачанин.
През 2018 и 2019 г. баща му Димитър Каранашев и сестра му Зоя Каранашева, усвояват чрез фирми и като физически лица близо 1 милион лева субсидии по данни на Държавен фонд „Земеделие“.

## Биография
Коста Каранашев е роден на 28 ноември 1973 г. в Котел, Народна република България. Завършва Великотърновския университет „Св. св. Кирил и Методий“.
През 2009 г. става управител на ЕАД „Напоителни системи“ – Сливен.

### Политическа дейност
На местните избори през 2015 г. е избран от първи тур за кмет на община Котел, издигнат от ГЕРБ. На проведения първи тур той получава 4976 гласа (или 53,67%), втори след него е Младен Русев от „ДПС – Народен съюз“ с 2900 гласа (или 31,28%).
На местните избори през 2019 г. е избран от първи тур за кмет на община Котел, издигнат от ГЕРБ. На проведения първи тур той получава 6348 гласа (или 83,43%), втори след него е Георги Дедов от „БСП за България“ с 958 гласа (или 12,59%).